# 熊形紋寄居蟹
熊形紋寄居蟹（学名：Aniculus ursus）为活額寄居蟹科紋寄居蟹屬下的一个种。